# Defiance County
Defiance County ist ein County im Bundesstaat Ohio der Vereinigten Staaten. Der Verwaltungssitz (County Seat) ist Defiance.

## Geographie
Das County liegt fast im äußersten Nordwesten von Ohio, grenzt im Westen an Indiana und hat eine Fläche von 1073 Quadratkilometer, wovon acht Quadratkilometer Wasserfläche sind. Es grenzt im Uhrzeigersinn an folgende Countys: Williams County, Henry County, Putnam County, Paulding County, Allen County (Indiana) und De Kalb County (Indiana).

## Geschichte
Defiance County wurde am 4. März 1845 aus Teilen des Henry-, Paulding- und Williams County gebildet. Benannt wurde es nach dem Fort Defiance, das im Jahr 1794 in der Nähe, am Zusammenfluss des Auglaize River und des Maumee River, erbaut worden war.
Zehn Bauwerke und Stätten des Countys sind im National Register of Historic Places eingetragen (Stand 13. April 2018).

## Demografische Daten

Alterspyramide des Defiance County

Nach der Volkszählung im Jahr 2000 lebten im Defiance County 39.500 Menschen. Davon wohnten 605 Personen in Sammelunterkünften, die anderen Einwohner lebten in 15.138 Haushalten und 11.020 Familien. Die Bevölkerungsdichte betrug 37 Einwohner pro Quadratkilometer. Ethnisch betrachtet setzte sich die Bevölkerung zusammen aus 92,59 Prozent Weißen, 1,75 Prozent Afroamerikanern, 0,26 Prozent amerikanischen Ureinwohnern, 0,36 Prozent Asiaten, 0,02 Prozent Bewohnern aus dem pazifischen Inselraum und 3,59 Prozent aus anderen ethnischen Gruppen; 1,43 Prozent stammten von zwei oder mehr Ethnien ab. 7,23 Prozent der Bevölkerung waren spanischer oder lateinamerikanischer Abstammung.
Von den 15.138 Haushalten hatten 34,3 Prozent Kinder und Jugendliche unter 18 Jahre, die bei ihnen lebten. 58,9 Prozent waren verheiratete, zusammenlebende Paare, 9,6 Prozent waren allein erziehende Mütter, 27,2 Prozent waren keine Familien, 23,0 Prozent waren Singlehaushalte und in 9,5 Prozent lebten Menschen im Alter von 65 Jahren oder darüber. Die Durchschnittshaushaltsgröße betrug 2,57 und die durchschnittliche Familiengröße lag bei 3,02 Personen.
Auf das gesamte County bezogen setzte sich die Bevölkerung zusammen aus 26,5 Prozent Einwohnern unter 18 Jahren, 9,2 Prozent zwischen 18 und 24 Jahren, 27,4 Prozent zwischen 25 und 44 Jahren, 23,9 Prozent zwischen 45 und 64 Jahren und 12,9 Prozent waren 65 Jahre alt oder darüber. Das Durchschnittsalter betrug 36 Jahre. Auf 100 weibliche Personen kamen 97,3 männliche Personen. Auf 100 Frauen im Alter von 18 Jahren oder darüber kamen statistisch 94,9 Männer.
Das jährliche Durchschnittseinkommen eines Haushalts betrug 44.938 USD, das Durchschnittseinkommen der Familien betrug 50.876 USD. Männer hatten ein Durchschnittseinkommen von 37.936 USD, Frauen 23.530 USD. Das Prokopfeinkommen betrug 19.667 USD. 4,5 Prozent der Familien und 5,6 Prozent der Bevölkerung lebten unterhalb der Armutsgrenze. Davon waren 6,4 Prozent Kinder oder Jugendliche unter 18 Jahre und 5,3 Prozent waren Menschen über 65 Jahre.

## Ortschaften

### City
- Defiance

### Villages

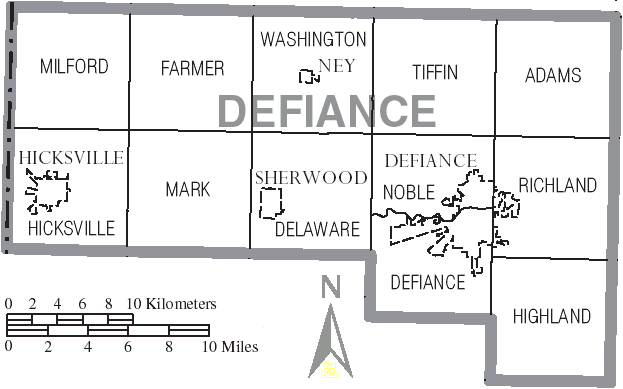
Verwaltungsgliederung von Defiance County

- Hicksville
- Ney
- Sherwood

### Townships
| - Adams - Defiance - Delaware - Farmer | - Hicksville - Highland - Mark - Milford | - Noble - Richland - Tiffin - Washington |

### Unincorporated communitys
| - Ashwood - Ayersville - Brunersburg - Evansport - Farmer - Independence | - Jewell - Mark Center - Moats - Rosedale - Six Corners - The Bend |